# Adan Canto
Pour les articles homonymes, voir Canto.
José Luis Narváez Canto, dit Adan Canto, né le 5 décembre 1981 à Ciudad Acuña dans l'État de Coahuila et mort le 8 janvier 2024 à Los Angeles (Californie), est un acteur mexicain.

## Biographie
José Luis Narváez Canto naît le 5 décembre 1981 à Ciudad Acuña, dans l'État de Coahuila, au Mexique. Ses parents sont Marlyn Canto-Narvaez et José-Luis Canto.

### Carrière

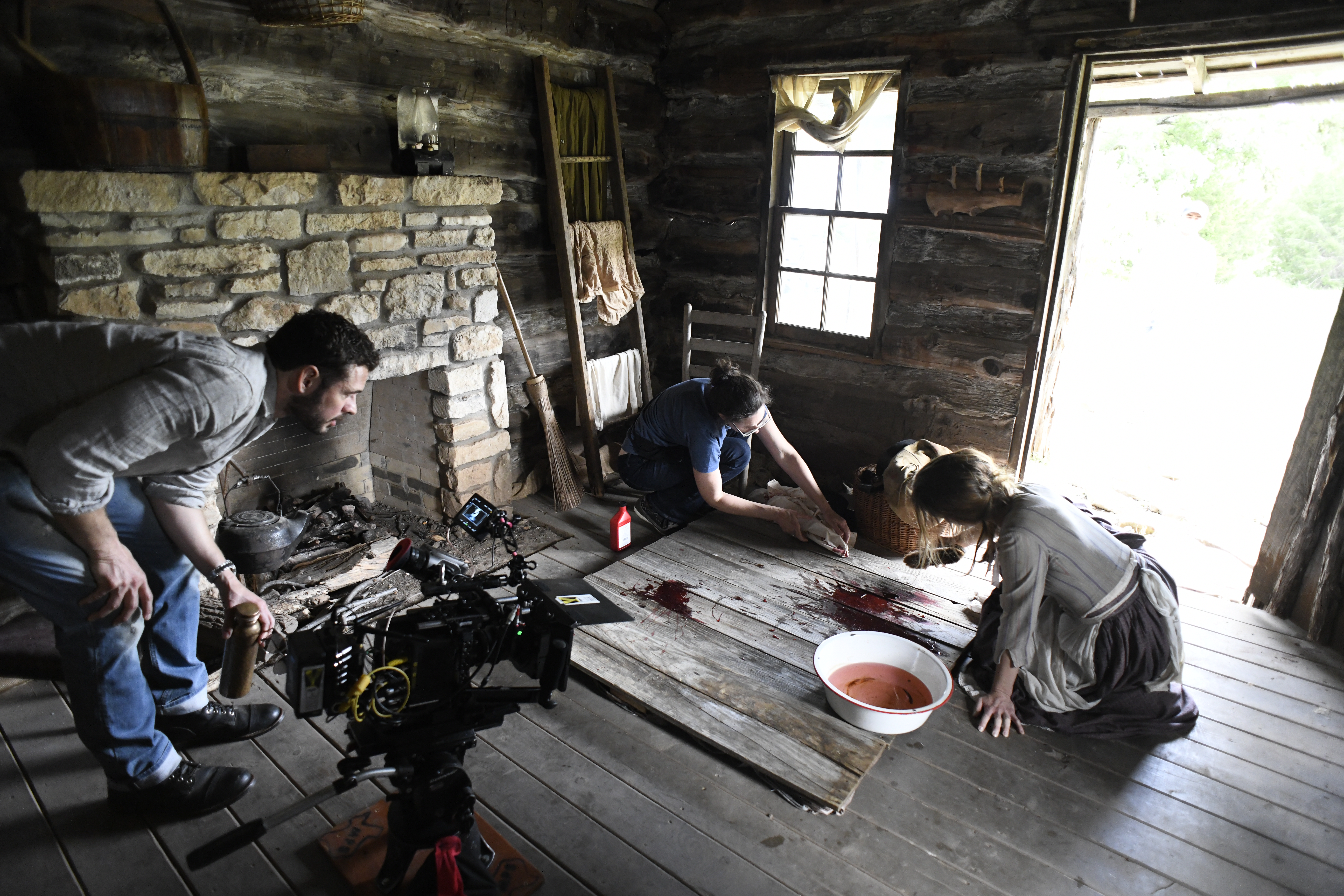
Adan Canto sur le tournage de The Shot à Dripping Springs, Texas, 2019.

En 2018, Adan Canto joue Jorge Bolivar, l'un des rôles principaux du film 2 Hearts, réalisé et produit par Lance Hool aux côtés de Jacob Elordi, Radha Mitchell et Tiera Skovbye. Le film est basé sur les histoires vraies de Christopher Mark Gregory et de Leslie et Jorge Bacardi, de la société familiale du rhum Bacardí.
Entre 2016 et 2019, il interprète Aaron Shore, chef de cabinet du président des États-Unis puis vice-président élu des États-Unis dans la série politique Designated Survivor.

### Mort
Adan Canto meurt le 8 janvier 2024 à Los Angeles, à l'âge de 42 ans des suites d'un cancer de l'appendice qu’il n’avait pas rendu public. Il laisse derrière lui sa femme et ses deux enfants. Il est inhumé au Forest Lawn Memorial Park (Hollywood Hills).

### Vie privée
Adan Canto rencontre la sculptrice et peintre Stephanie Lindquist en 2012. Ils se marient en juin 2017 et ont leur premier enfant en 2020, un fils prénommé Roman Alder, et une fille, Eve Josephine, née en 2022.

## Filmographie

### Cinéma

#### Longs métrages
- 2010 : Sin memoria de Sebastián Borensztein : Coco
- 2010 : Te presento a Laura de Fez Noriega : Manuel
- 2011 : Amar no es querer de Guillermo Barba : Mauro
- 2013 : Casi treinta : Sid
- 2014 : X-Men : Days of Future Past de Bryan Singer : Roberto Da Costa / Solar
- 2014 : Casi treinta d'Alejandro Sugich : Sid
- 2016 : Amanda & Jack Go Glamping de Brandon Dickerson : Nate
- 2020 : 2 Hearts de Lance Hool : Jorge
- 2021 : Meurtrie (Bruised) d'Halle Berry : Desi
- 2021 : Shookum Hills de Bradley Parker : Darren
- 2022 : Agent Game : Kavinsky

#### Courts métrages
- 2011 : Santiago del otro lado de Mauro Mueller : Santiago
- 2012 : Al Ras de Faride Schroeder
- 2014 : Before Tomorrow de lui-même : Joseph (également scénariste)

### Télévision

#### Séries télévisées
- 2009 : Estado de Gracia : Leon
- 2010 : Los Minondo
- 2013 : The Following  : Paul Torres
- 2013 - 2014 : Mixology : Dominic
- 2014 : Hysteria : Matt Sanchez
- 2015 : Narcos : Ministre Lara
- 2015 : Blood and Oil : A. J. Menendez
- 2016 : Frankenstein Code : Connor Graff
- 2016 : The Catch : Jeffery Bloom
- 2016 - 2019 : Designated Survivor : Aaron Shore
- 2022 - 2024 : The Cleaning Lady : Arman Morales